# Sabine de Bethune
Baroness Sabine Louise Caroline de Bethune (* 16. Juli 1958 in Léopoldville, heute Kinshasa, Demokratische Republik Kongo) ist eine belgische Juristin und Politikerin der Christen Democratisch en Vlaams (CD&V). Sie ist langjährige Senatorin und war von 2011 bis 2014 Präsidentin des belgischen Senats. Seit 2021 ist sie Richterin am Verfassungsgerichtshof Belgiens.

## Leben
Sabine de Bethune stammt aus einer Adelsfamilie und ist die Tochter des ehemaligen Bürgermeisters von Kortrijk, Emmanuel Pierre de Bethune. Ihr Vater war im Belgisch Kongo geschäftlich tätig, sodass Sabine de Bethune in der ehemaligen Koloniestadt Léopoldville (heute Kinshasa) geboren wurde.
De Bethune studierte Rechtswissenschaften an der Katholischen Universität Löwen und arbeitete zunächst von 1983 bis 1988 als Rechtsanwältin in Kortrijk. Danach wurde sie politische Beraterin in den Kabinetten der CVP-Minister Paul Deprez (1985 bis 1987) und Miet Smet (1987 bis 1995).
Ihren Einstieg in die aktive Politik machte Sabine de Bethune im Jahr 1995, als sie für die CVP in den belgischen Senat gewählt wurde. Dort übernahm sie ab 2003 den Fraktionsvorsitz und löste am 11. Oktober 2011 Danny Pieters (N-VA) als Präsidentin dieser Versammlung ab. Sie hatte dieses Amt bis 2014 inne. Anschließend war sie bis 2019 Mitglied des Flämischen Parlaments und gleichzeitig Gliedstaatsenatorin aus dem Flämischen Parlament. Von 2019 bis 2021 war sie kooptierte Senatorin und Senatsfraktionsvorsitzende.
Durch königlichen Erlass vom 22. Juni 2021 wurde sie zur Richterin am Verfassungsgerichtshof Belgiens ernannt.